# Grand Prix 4
Grand Prix 4 lub Geoff Crammond’s Grand Prix 4 – gra z serii gier Geoff Crammond’s o tematyce Formuły 1, w grze gracz ma do dyspozycji sezon 2001. Gra ukazała się w wersji na Komputery osobiste na świecie 21 czerwca 2002 roku, a w Polsce 8 lipca 2005 roku, wersję na Xboxa anulowano.

## Rozgrywka
W Geoff Crammond’s Grand Prix 4 z dużą starannością odwzorowano 17 realnych torów wyścigowych (Australia, Malaysia, Brazil, San Marino, Spain, Austria, Monaco, Canada, Europe, France, Great Britain, Germany, Hungary, Belgium, Italy, USA, Japan), 11 zespołów (Ferrari, McLaren, Williams, Benetton, BAR, Jordan, Arrows, Sauber, Jaguar, Minardi, Prost), 22 kierowców oraz bolidy z sezonu 2001. Gra posiada oficjalną licencję FIA 2001 World Championship). Położono duży nacisk na realistyczną oprawę audiowizualną. Zastosowano trójwymiarowy silnik gry wpierający m.in. efekty: Hardware transform and lighting, Full screen anti-aliasing, Environment mapped cars, Environment sourced reflections in wet surfaces, Bump mapped perturbance from engine heat. W Grand Prix 4 gracz ma do dyspozycji pięć trybów rozgrywki: Quick Race, Non-Championship, Full Championship Season, Quicklaps, Practise.